# اس‌ام او-۲۰
اس‌ام یو-۲۰ (آلمان) (به انگلیسی: SM U-20 (Germany)) یک زیردریایی بود که طول آن ۶۴٫۱۵ متر (۲۱۰ فوت ۶ اینچ) و ارتفاع آن ۷٫۳۰ متر (۲۳ فوت ۱۱ اینچ) بود. این زیردریایی در سال ۱۹۱۲ ساخته شد.